# Unizibira
Unizibira (łac. Dioecesis Unizibirensis) – diecezja historyczna w Cesarstwie rzymskim w prowincji Byzacena, współcześnie w Tunezji. Obecnie katolickie biskupstwo tytularne.

## Biskupi tytularni
| Lp. | Biskup                   | Funkcja                                           | Od              | Do               |
| --- | ------------------------ | ------------------------------------------------- | --------------- | ---------------- |
| 1   | Pius Bonaventura Dlamini | biskup pomocniczy Mariannhill (Południowa Afryka) | 14 grudnia 1967 | 13 września 1981 |
| 2   | Rémy Vancottem           | biskup pomocniczy Mechelen-Brukseli (Belgia)      | 15 lutego 1982  | 31 maja 2010     |
| 3   | Agapitus Enuyehnyoh Nfon | biskup pomocniczy Bamendy (Kamerun)               | 8 kwietnia 2011 | 15 marca 2016    |
| 4   | Luis Enrique Rojas Ruiz  | biskup pomocniczy Meridy (Wenezuela)              | 19 czerwca 2017 | 12 lipca 2023    |